# Limitone dei Greci
Le limitone dei Greci (« grande limite des Grecs ») ou la paretone dei Greci (« grande paroi des Grecs ») termes italiens, est un mur en Calabre, dans la région actuelle du Salento, dont l'origine est disputée. Il pourrait avoir été construit par les Grecs dans l'Antiquité, ou, plus probablement, sous l'Empire byzantin, sans qu'on n'ait prouvé pour le moment une origine historique.
Le mur passe sur le territoire actuel de la commune de Sava, de la localité La Zingara jusqu'au Monte di Magalastro.

## Vestiges
Situé dans les champs aux abords de Sava, le mur monumental est constitué de petites pierres calcaires assemblées à sec. Sur une partie, il dépasse du sol à trois mètres de hauteur, sur d'autres il est détruit et presque à terre. Entre deux parois de grosses pierres, il est rempli de terre, de galets et d'autres matériaux de déblaiement. Il a une section trapézoïdale, avec une base de sept mètres et demi environ.
Sur le versant est (en direction de Sava), des pierres dépassent à certains intervalles en formant des petits escaliers ou des niches en demi-cercles, dans lesquelles ont été plantés au fil des siècles des oliviers. Le versant vers Tarente est plus brut et sans escaliers.

## Historiographie
Le limitone dei Greci est mentionné pour la première fois dans l'ouvrage Messapografia ovvero memorie istoriche di Mesagne (« Étude de la Messapie ou mémoires historiques de Mesagne ») d'Antonio Profilo publié en 1875. Il est ensuite évoqué par Cosimo De Giorgi (it) en 1915 dans Le Anticaglie, Muro Maurizio ed il Limitone dei Greci presso Mesagne (« Les antiquités, Muro Maurizio et le Limitone dei Greci près de Messagne »). Giovanni Antonucci lui consacre en 1933 un article intitulé Il Limitone dei Greci.
Ces études modernes ne sont pas de grande aide pour déterminer l'origine de la muraille, ni même exclure qu'il puisse s'agir d'une simple délimitation de propriétés agricoles bien postérieure à la conquête normande. Aucune source médiévale, ni byzantine ni autre, ne fait mention explicite de sa construction ou de son existence en tant qu'ouvrage défensif.
Parmi les mentions anciennes d'un mur dans le Salento, on a un document de 1092 qui évoque un paries (une enceinte) comme un don fait par Roger Borsa aux bénédictins de San Lorenzo di Aversa.

## Fouilles
Le site n'a sans doute pas été étudié suffisamment à l'heure actuelle :

« En réalité la datation de ces structures murales à sec du nord du Salento restent complètement hypothétiques, et seule l'enquête archéologique pourra établir des chronologies plus adéquates et une lecture fonctionnelle correcte. On peut néanmoins observer que la technique de construction et l'absence de structures de guet et de contrôle rendent le limitone très différent des fortifications [byzantines] dans les Balkans. »

Une zone où l'historiographie ainsi que la culture populaire ont fréquemment placé le limitone, et où il serait intéressant de fouiller, est le long de la route provinciale 51 dans la province de Brindisi, qui relie Oria à Cellino San Marco. Elle coïnciderait avec la route antique qui, se détachant de la voie Appienne, déviait vers Lecce puis Otrante, place forte militaire et commerciale de l'Empire byzantin dans les Pouilles. Sur cette voie se trouvent d'importants témoignages des époques romaine et médiévale.

## Hypothèses

### Origine grecque
Le mur aurait séparé le territoire de la ville grecque de Τάρας (Tarente de nos jours) de celui des Messapes au IVe siècle av. J.-C.

### Origine byzantine
Le mur aurait été une œuvre byzantine construite vers la fin du VIIe siècle. L'existence même d'une telle muraille n'est pas prouvée, mais si c'était le cas, il s'agirait d'un limes comme celui des romains entre le domaine byzantin du duché de Calabre au sud et les domaines lombards au nord.
La frontière aurait pu courir de la côte adriatique au sud de Brindisi jusqu'à la côte ionienne. S'il en était ainsi, la structure serait la seconde muraille mondiale, derrière la Grande muraille de chine avec le Mur d'Hadrien en Écosse.
D'après Giuliano Volpe, il aurait présenté des castra (camps) pour y loger les troupes et un vallum (palissade) derrière lequel courait une route leur permettant de se déplacer rapidement. En 1915, Antonio Coco décrit le parcours du mur : il serait parti d'« Otrante, ville éminemment byzantine et, en longeant la via Appia Traiana, il poursuivait vers la Valentium détruite, sillonnant le territoire de Mesagne et d'Oria : avant de toucher l'ancien camp militaire d'Agliano, il continuait vers celui de Pasano et le fief de Magalastro, où l'on en trouve encore pas mal de restes, et finissait au bord de la mer » en contournant à l'est le centre habité de Sava.